# Örlav
Örlav (Hypotrachyna revoluta) är en lavart som först beskrevs av Heinrich Gustav Flörke, och fick sitt nu gällande namn av Hale. Örlav ingår i släktet Hypotrachyna, och familjen Parmeliaceae. Enligt den svenska rödlistan är arten sårbar i Sverige. Arten förekommer i Götaland. Artens livsmiljö är våtmarker, skogslandskap, jordbrukslandskap.